# Werner von Minden
Werner von Minden († 1170) war von 1153 bis 1170 Bischof von Minden.

## Leben
Er war möglicherweise ein Herr von Veltheim oder ein Herr von Bückeburg. Vor der Bischofswahl war er Dompropst in Minden. Bei seiner Wahl wurde er möglicherweise von Heinrich dem Löwen unterstützt, der über eine Anhäufung welfischen Besitzes und von Besitzrechten im Gebiet des Bistums Minden verfügte, zum Beispiel bei Vehlen, und im Bückeburger Wald.
Werner von Minden weihte im Jahr seiner Wahl das Kloster Schinna. Im Jahr 1160 war er beim Konzil in Pavia anwesend. Er blieb in der Nähe von Kaiser Friedrich Barbarossa und nahm am Konzil von Lodi 1161 teil. Auch nach seiner Rückkehr nach Deutschland blieb er der Politik von Kaiser Friedrich und Rainald von Dassel treu. Werner war anwesend, als in Aachen die Gebeine Karls des Großen in einen prächtigen Schrein umgebettet wurden. Er brachte das Kloster Loccum 1163 unter die Jurisdiktion des Bistums Minden. Im Jahr 1164 beteiligte er sich am Strafzug des Erzbischofs Rainald von Dassel und weiterer Bischöfe gegen Graf Heinrich von Arnsberg. Danach begab er sich zu einer Provinzialsynode nach Köln. Er gründete 1167 das Stift Obernkirchen. Im Jahr 1168 fand im Dom zu Minden die Trauung Heinrichs des Löwen mit Mathilde Plantagenet statt, die Bischof Werner vornahm. Sowohl zu Heinrich dem Löwen wie auch zu Friedrich I. hat er nach einem guten Einvernehmen gesucht und sich an den Auseinandersetzungen beider nicht aktiv beteiligt. Zu seiner Zeit kam es zum Ende der gemeinsamen Lebensführung der Domherren. Daraufhin hat er die Präbendenverteilung neu geregelt und vier Vikarien eingerichtet.